# Pietro III Candiano
Pour les articles homonymes, voir Candiano.
Pietro III Candiano est le 21e doge de Venise élu en 942.

## Biographie
Pietro Candiano est le troisième fils de Pietro II Candiano et petit-fils du 16e doge Pietro I Candiano, il est doge de 942 à 959. Son fils Pietro sera le 22e doge. Comme son père, on le surnomme Petrone.
Pietro III Candiano est élu par l'assemblée populaire. En 944 il impose un blocus naval au  Patriarche d'Aquilée afin de soutenir le patriarche de Grado. Par la suite, il organise deux expédition contre les pirates narentins qui agissent dans l'Adriatique. Comme ses prédécesseurs, il demande et obtient du roi d'Italie, alors Bérenger II, une série de privilèges commerciaux(951). Il a quatre ou cinq enfants: l'ainé, Pietro, est élu corégent par l'assemblée populaire, avec pour intention de succéder à son père et plus certainement pour rendre la charge héréditaire. Celui-ci se met à dos la population au point qu'au cours d'une assemblée populaire, il faudra toute l'autorité du père  pour que son fils ne soit pas tué mais seulement exilé.

### Fête des Maries
Il semble que sous le règne de Pietro III Candiano se soit produit le rapt dont est issu la fête dite des  trois Maries : Les chroniqueurs cependant ne mentionnent pas cet évènement et certains historiens le date de la période de  Pietro II Candiano ou du 13e doge Pietro Tradonico, ou aussi à l'époque des tribuns (737-742). Les Narentins organisent une expédition à Venise ; le 2 février, le jour où Venise célèbre la processio scholarum (« fête des fiancés »"), et ils enlèvent un grand nombre de jeunes filles avec la probable intention de réduire à l'esclavage. Le doge Piero III organise la poursuite qui se termine dans la lagune de Caorle : les jeunes filles furent sauvées et les pirates tués ; depuis cette fête s'appelle des Maries et se déroule actuellement pendant le  carnaval de Venise.

## La chute
Le fils Pietro, exilé, s'était réfugié auprès du roi d'Italie Bérenger; après en avoir obtenu la confiance et l'estime à la suite d'une expédition militaire contre Teobaldo marquis de Spoleto, il reçoit le soutien du roi pour attaquer Venise et s'imposer sur le trône ducale. Pietro III Candiano est destitué mais pas tué, selon les textes, il est encore vivant en 960.

## Sources
- (it) Cet article est partiellement ou en totalité issu de l’article de Wikipédia en italien intitulé « Pietro III Candiano » (voir la liste des auteurs).